# SD (vrachtwagenmerk)
SD is een voormalig vrachtwagenmerk uit Engeland.
In 1922 richtten de vrienden Harry Shelvoke en James Drewry het vrachtwagenmerk SD (Shelvoke & Drewry) op. Ze maakten vooral naam doordat ze de motor dwars legden en een zeer lage laadvloer gebruikten, waardoor er veel volume in de auto ontstond. Voor de aandrijving van de auto's gebruikte SD altijd motoren van het merk Perkins Engines. Sinds 1960 werd het de officiële vrachtwagen die gebruikt werd door de Britse overheid waardoor de verkoop gigantisch toenam. In 1963 besloten de vrienden cabines te gaan maken van glasvezelversterkte kunststof waardoor de vrachtwagens lichter werden en er gemiddeld 3 ton laadvermogen bij kregen. In 1975 besloot ook de brandweer in Engeland om de voertuigen van SD te gaan gebruiken. Speciaal voor de brandweer ontwikkelde SD een 6x6-aangedreven vrachtwagen. In 1984 werd SD overgenomen door Dempster en verloor het bedrijf de naam SD, maar in 1988 werd door de zoon van Harry Shelvoke het bedrijf teruggekocht en kreeg het de naam SD Shelvoke. In 1990 sloot het bedrijf door tegenvallende resultaten de deuren.

## Modellen
- Traulier bakwagen met de 3,9 liter benzinemotor.
- W-type bakwagen met een Perkins P4 dieselmotor.
- T-type tankwagen.
- TY een zeer lichte bakwagen met een 0,350 liter dieselmotor.
- SPV brandweervoertuigen met 6x6 aandrijving.